# برامج اخبارية
البرامج الإخبارية هي البرامج التي تعرض أنباء الأخبار من مختلف أقطار العالم، وكل قناة فضائية لها برامجها الإخبارية الخاصة بها، ولها أسلوبها المميز في عرض الأخبار، ولهذه البرامج فريق عمل إخباري خاص، وكادر فني متخصص في عرض الأخبار وجذب انتباه المشاهد.
في البرامج الإخبارية أوائل القرن 21 وخاصة تلك الشبكات التجارية بدأت تميل إلى أن تكون موجهة نحو الأخبار الشيقة، وغالبا ما تدرج بانتظام «قصصا شيقة» أو تقارير روح الدعابة كما يحصل في البنود الأخيرة من نشرات الأخبار اليومية، وعلى العكس من الأخبار هنالك البرامج التي تنقل عبر التلفاز في وقت سابق منذ ثلاثين عاما، مثل أخبار المساء (سي بي اس)، وغيرها.
وكانت النشرات الإخبارية التلفازية المسائية منذ بداياتها حتى حوالي عام 1995، تضم القصص الإخبارية الجادة وصولاً إلى نهاية البرنامج، ثم تغير حالها بعد عقد من الزمن لتتحول إلى قنوات تجارية تحمل أخبارا تشد انتباه المشاهد بغض النظر عن مصداقيتها في بعض القنوات.